# N,N-ジメチルホルムアミド
N,N-ジメチルホルムアミド （N,N-dimethylformamide, 略称DMF）は、有機化合物の一種。常温では無色で微かにアミン臭（純粋な場合は無臭）の液体。石油系炭化水素とは混合しないが、それ以外のほとんどの有機溶媒や水と任意の割合で混合する。
引火性液体であり、日本では消防法により危険物第4類（第2石油類）に指定されている。作業環境の管理濃度は、10ppmである。

## 性質
液体、気体、イオン性化合物、共有結合性化合物を問わず、多くの無機・有機化合物を溶解するので非プロトン性極性溶媒として好んで用いられる。アニオンを溶媒和しにくいので、SN2反応はDMF溶媒下では加速される。ただし強酸あるいは強塩基の共存下で保存していると徐々に一部がギ酸とジメチルアミンとに分解される。
またカルボン酸からカルボン酸クロリドを合成する際に、塩化チオニル (SOCl2) 等の塩素化剤のほかに触媒量のDMFを添加すると、より穏和な条件でカルボン酸クロリドを生成できることが知られている。
これは、DMFと塩素化剤から生成するN,N-ジメチルクロロホルムイミニウム（ビルスマイヤー試薬）が触媒的に作用しているためとされる。

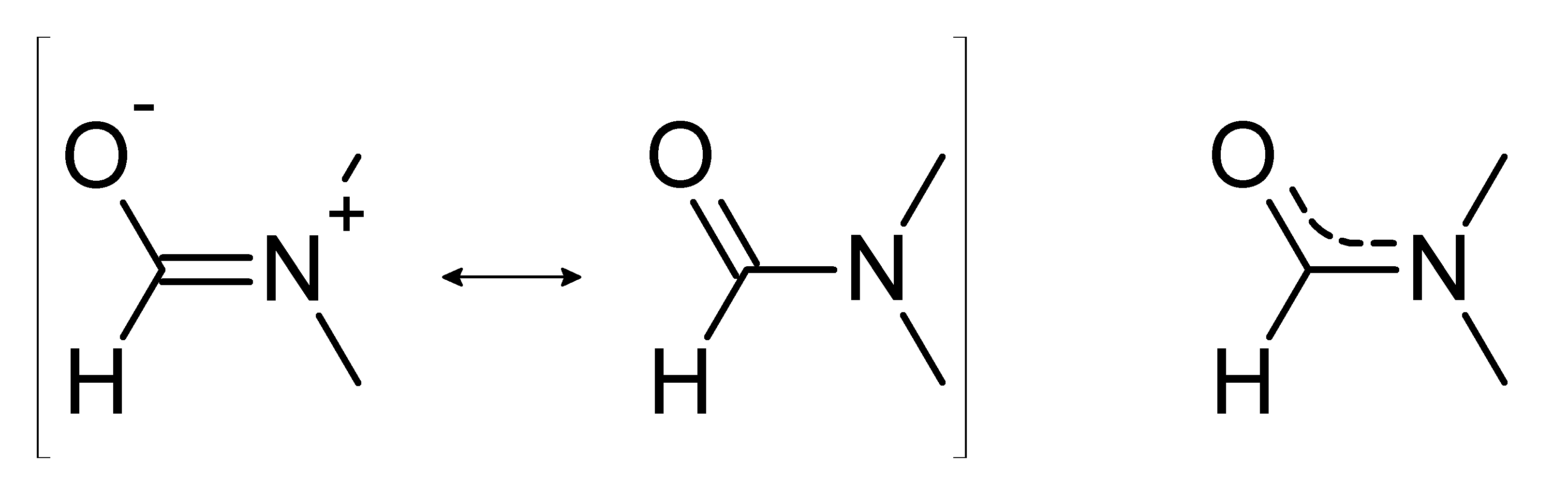
DMFの共鳴構造式

## 製法
実験室的にはジメチルアミン塩酸塩とギ酸カリウムを加熱し、蒸気として発生するDMFを捕集することで得られる。
工業的には、一酸化炭素を出発原料とするギ酸メチルと、メタノールとアンモニアから触媒により製造されるジメチルアミンとを、金属アルコラート存在下で反応させる。アンモノリシス反応の一種である。

## 用途
もっぱら溶媒として使用され、工業的にはアクリル繊維（ポリアクリロニトリル）の合成と湿式紡績の溶媒として大量に利用される。また、石油化学工業で脂式炭化水素から芳香族化合物を抽出したり、アセチレン、ブタジエンを留分から分離する抽出溶媒としても利用されている。
DMFは100度以上の高温でゆっくりと分解し、ジメチルアミンを放出する。このため高温での反応には他の溶媒を検討すべきである。
反応性の高さ、入手の容易さからホルミル化剤として用いられる（ビルスマイヤー・ハック反応を参照）。

## 安全性
引火点58℃の可燃性液体である。以前は無害だと考えられていたが、その後の検討により有害性が明らかとなっている。皮膚や目に接触すると炎症を発生することがある。皮膚から吸収されやすく、長期に使用していると肝臓障害を引きおこすことが知られている。また人に対する染色体異常試験では陽性の結果を示す。IARCの発がん性評価では、グループ2Bの「発がん性の可能性がある物質」として分類されている。